# Манго индийское
Ма́нго инди́йское, или Мангифера  (лат. Mangífera índica) — вечнозелёное дерево; вид рода Манго (Mangifera) семейства Сумаховые (Anacardiaceae), важная сельскохозяйственная культура. Плоды растения называются «манго» и принадлежат к числу популярнейших в тропических странах фруктов.

## Ареал
В диком виде растение произрастало во влажных тропических лесах на приграничной территории индийского штата Ассам и государства Мьянма. Португальскими колонистами в XVI веке было завезено в Африку и Бразилию, сейчас культивируется по всему свету в регионах с подходящим климатом: в США, на Кубе, в Мексике, Китае, в странах Южной и Центральной Америки, на Карибских островах, в тропическом поясе Африки, во многих азиатских странах (Таиланд, Филиппины, Вьетнам), а также в Австралии.

## Ботаническое описание
Вечнозелёное дерево высотой 10-45 м с густой кроной, с крупными, до 40 сантиметров в длину и до 10 сантиметров в ширину, листьями. Молодые листья красноватые, зрелые — тёмно-зелёные.
Мелкие желтоватые цветки собраны в длинные метёлки. В метёлках может быть от нескольких сотен до нескольких тысяч цветков. Опыляются двукрылыми, такими как падальные мухи.
Плоды растения представляют собой желтоватые костянки с гладкой восковой кожурой. Вкус плодов — от сладкого до кислого. У некоторых людей плоды могут вызывать аллергическую реакцию. Раздражителем в плодах является легко испаряющееся эфирное вещество. Период созревания в зависимости от сорта наступает с июня по август, редкие сорта в декабре.

## Хозяйственное значение и применение
Мякоть плодов содержит ксантоны (основной из которых — мангиферин), а также сахара, органические кислоты. Плоды употребляют в пищу в свежем, переработанном и консервированном виде. Незрелые плоды используют для приготовления салатов, солений, пикули. Сушёные незрелые плоды используют в качестве протравы при окраске сафлором. Из плодов также готовят желе, джемы. Из ядер косточек изготовляют муку. Листья и плоды используют и как кормовое растение. Из коры и листьев добывают жёлтую краску, кора обладает дубильными свойствами. Древесина обладает высокой прочностью и имеет широкий спектр применения, например используется в строительстве, производстве шпона, фанеры, различных поделок, спортинвентаря, а также в кораблестроении.
В индийской медицине применяют плоды, цветки, листья, семена, кору деревьев и камедь.
Манго индийское — один из национальных символов в Индии и Пакистане.

## Сорта
Существует около 200 сортов манго индийского. В культуре встречается с VI-V века до н.э.
Один из известных сортов — Альфонсо.

## Галерея
- Манговая роща
- Семя (вскрытая косточка)
- Сеянец манго индийского
- Молодой побег
- Цветущее дерево манго индийского
- Соцветие с бутонами и распустившимися цветками
- Отцветшее соцветие с завязавшимися плодами
- Дерево с плодами
- На плантациях собирают манго незрелыми для транспортировки в другие регионы
- Птицы могут портить урожай
- Манго сорта 'Tommy Atkins'
- Желтоплодные манго
- Незрелые плоды манго используют для салатов
- Обжаренное манго